# Otocky
Otocky (オトッキー?, Otokkī) è un videogioco musicale sviluppato da SEDIC e pubblicato nel 1987 da ASCII Corporation per Famicom Disk System. Ideato da Toshio Iwai, il titolo è uno sparatutto in cui le azioni del giocatore producono suoni di vari strumenti musicali che compongono la colonna sonora del gioco.

## Modalità di gioco
Il protagonista è Otocky, un robot in grado di lanciare sfere rosse e blu in otto direzioni. Lo scopo del gioco è quello di utilizzare le sfere per raccogliere note o sconfiggere i nemici. Al termine di ogni livello è presente un boss.
Nel videogioco è presente una modalità BGM in cui sono assenti gli avversari e il giocatore può comporre liberamente una traccia musicale attraversando i livelli.